# Museo Zuloaga (Segovia)
El Museo Zuloaga es una institución cultural del Estado español gestionada por la Comunidad de Castilla y León, situado en la plaza de Colmenares, s/n. Está instalado en la antigua iglesia de San Juan de los Caballeros, abandonada a finales del siglo XIX, convertida en almacén de maderas y garaje, y que, adquirido por Daniel Zuloaga en 1905, fue reformado como taller y oficina.

## El edificio
El edificio, la antigua iglesia de San Juan de los Caballeros, se levanta sobre una edificación de la época visigoda con ampliaciones de muros laterales y nuevos ábsides entre los siglos X al XIII. Es de planta rectangular con tres ábsides semicirculares y ampliada con dos naves laterales rectangulares. En los hornos que Daniel Zuloaga instaló en el lateral norte del edificio, se fabricó una importante muestra de cerámicas españolas del primer tercio de siglo xx, en parte conservada en el museo, además de algunas colecciones particulares en la misma ciudad de Segovia. De las conservadas en el museo, en constante proceso de catálogo y clasificación, se exponen unas 150 piezas además de algunas obras pictóricas de su sobrino Ignacio Zuloaga.